# Gitara dziesięciostrunowa

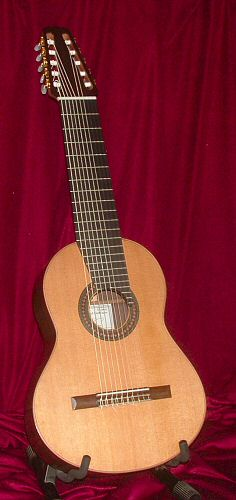
gitara dziesięciostrunowa klasyczna

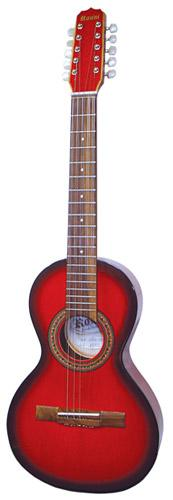
Gitara dziesięciostrunowa typu harfa

Gitara dziesięciostrunowa – gitara będąca odmianą gitary klasycznej, przy której do istniejących sześciu strun dodano jeszcze cztery struny basowe.

## Historia
Pierwsze gitary dziesięciostrunowe pojawiły się w XIX wieku nie zyskały jednak popularności. Dopiero gitara opracowana przez hiszpańskiego gitarzystę Narciso Yepesa przy współpracy ze sławnym lutnikiem wytwórcą gitar José Ramírezem III. stała się początkiem produkcji gitar dziesięciostrunowych przez wielu producentów instrumentów muzycznych.
W 1964 Narciso Yepes, wraz z Berlińską Orkiestrą Filharmoniczną, wykonał Concierto de Aranjuez, skomponowany przez Joaquina Rodrigo, grając na swojego pomysłu gitarze dziesięciostrunowej. Gitara ta umożliwiała wykonywanie utworów w oryginalnym zapisie z okresu barokowej lutni bez transpozycji zapisu partii basu ani dokonywania  niezbędnych uproszczeń jak w przypadku gitary 6 strunowej. Taki instrument pozwalał też na transkrypcje muzyki klawesynowej. 
Głównym jednak powodem skonstruowania takiego instrumentu było uzyskanie efektu rezonansu dodatkowych basowych strun strojonych do C, A#, G#, F#. Rozwiązanie to pozwoliło na budowę pierwszej gitary z w pełni chromatycznym rezonansem. W czasie gry brzmienie strun gitary jest wzbogacone o współwibrujące struny basowe wpadające samoczynnie w rezonans do struny wzbudzonej przez muzyka. Można to przyrównać do efektu, jaki występuje, gdy grający podczas gry używa prawego pedału w fortepianie, który m.in. umożliwia wibrację sąsiednich strun, nie od uderzenia młoteczka, ale przez przeniesienie drgań.